# Altana
Altana AG — третья по величине фармацевтическая компания Германии, была основана в 1873 году.
50,1 % акций компании принадлежат Сусанне Клаттен — самой богатой женщине Германии.

## Деятельность
В настоящее время Altana занимается разработкой двух препаратов, предназначенных для лечения заболеваний дыхательной системы, Roflumilast и циклесонид.
Выручка компании в 2003 году составила 2,7 млрд евро.